# Saltator aurantiirostris
El pepitero piquigualdo  (Saltator aurantiirostris), también denominado saltador de pico dorado (en Perú), rey del bosque (en Uruguay), pepitero de collar (en Argentina y Paraguay) o simplemente pepitero (en Chile), es una especie de ave paseriforme de la familia Thraupidae perteneciente al  numeroso género Saltator, anteriormente colocada en la familia Cardinalidae. Es nativo del oeste y centro sur de América del Sur.

## Distribución y hábitat
Se distribuye ampliamente desde el norte de Perú (Cajamarca), a lo largo de la cordillera de los Andes, por la pendiente del Pacífico hasta el extremo norte de Chile (Arica), y a oriente, hacia el este, por el oeste y sur de Bolivia, extremo oeste y extremo sur de Brasil, oeste de Paraguay, Uruguay y gran parte de Argentina, al sur hasta el norte de la Patagonia (sur de La Pampa y noreste de Río Negro).
Esta especie, ampliamente diseminada, es casi siempre común y visible en sus hábitats naturales: los bosques y matorrales de montaña, del chaco y claros adyacentes; en las regiones andinas en altitudes entre 1500 y 3800 m, y hasta el nivel del mar hacia el este.

## Sistemática

### Descripción original
La especie S. aurantiirostris fue descrita por primera vez por el naturalista francés Louis Pierre Vieillot en 1817 bajo el mismo nombre científico; su localidad tipo es: «Paraguay, enmendado para posiblemente Corrientes, Argentina».

### Etimología
El nombre genérico masculino «Saltator» proviene del latín «saltator, saltatoris» que significa ‘bailarín’; y el nombre de la especie «aurantiirostris» se compone de las palabras del latín moderno «aurantius» que significa ‘de color anaranjado’, y «rostris» que significa ‘de pico’.

### Taxonomía
El género Saltator era tradicionalmente colocado en la familia Cardinalidae, pero las evidencias genéticas demostraron que pertenece a Thraupidae, de acuerdo con Klicka et al (2007). Las evidencias genéticas muestran que la presente especie es próxima de Saltator maxillosus y el par formado por ambas es próximo de S. cinctus.

### Subespecies
Según las clasificaciones del Congreso Ornitológico Internacional (IOC) y Clements Checklist/eBird v.2019 se reconocen seis subespecies, con su correspondiente distribución geográfica:
- Saltator aurantiirostris iteratus Chapman, 1927 – Andes del norte de Perú (Cajamarca, Amazonas, La Libertad y Áncash).
- Saltator aurantiirostris albociliaris (Philippi & Landbeck), 1861 – Andes de Perú (Áncash y Huánuco) hasta el norte de Chile (Arica).
- Saltator aurantiirostris hellmayri Bond & Meyer de Schauensee, 1939 – Andes de Bolivia (La Paz y Cochabamba hasta Potosí y norte de Tarija).
- Saltator aurantiirostris aurantiirostris Vieillot, 1817 – sur de Bolivia hasta Paraguay, Uruguay, sur de Brasil y norte de Argentina.
- Saltator aurantiirostris parkesi Cardoso da Silva, 1990 – sur de Brasil hasta Uruguay y noreste de Argentina.
- Saltator aurantiirostris nasica Wetmore & J.L. Peters, 1922 – centro oeste de Argentina, La Rioja, Mendoza y oeste de La Pampa).